# هبوب الثلج

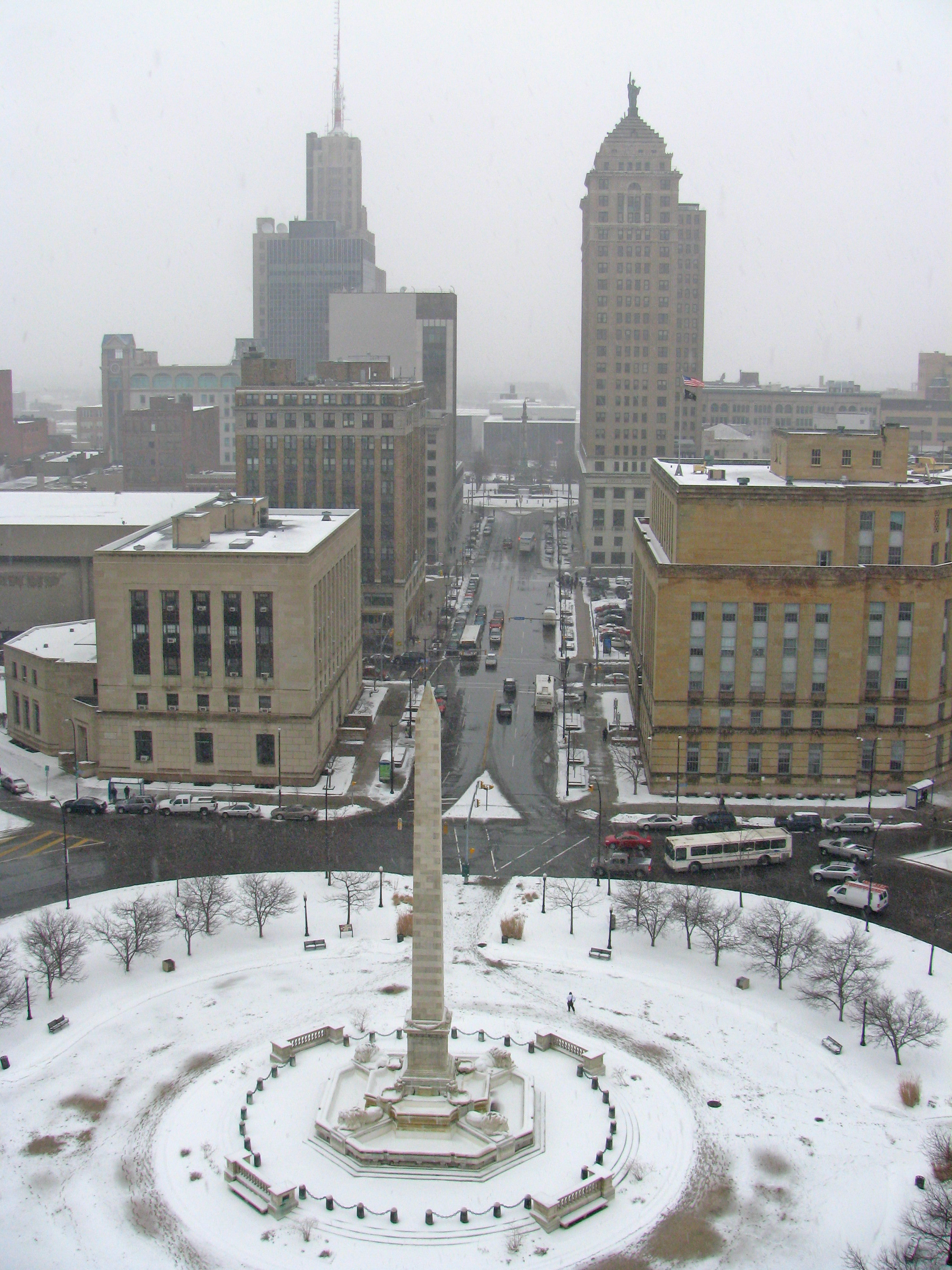
موجة ثلجية من بافالو سيتي هول

هبوب الثلج أو الموجة الثلجية عبارة عن تساقط ثلوج خفيف ينتج عنه تراكم قليل للثلوج فيما بعد. تُعرّف خدمة الطقس الوطنية بالولايات المتحدة بشكل خاص موجات الثلج على أنها ثلوج خفيفة متقطعة لا تنتج أي تساقط ملموس (أي كميات ضئيلة). في المقابل، يطلق على رشقات الثلوج التي تؤدي إلى تراكم الثلوج القابلة للقياس استحمام ثلجي.

## روابط خارجية
- بعض المصطلحات الشائعة للطقس
- مسرد الأرصاد الجوية